# Бюра-де-Гюржи, Эдмон
Эдмон Бюра-де-Гюржи (фр. Edmond Burat de Gurgy; 1810 — 4 марта 1840) — французский писатель и драматург.
Наиболее известен как либреттист балета «Хромой бес» (по одноимённому роману Лесажа), поставленного в 1836 году Жаном Коралли для балерины Фанни Эльслер и имевшего шумный успех. Кроме того, написал ряд водевилей, роман «Примадонна и подручный мясника» (фр. La Primadonna et le Garçon boucher), о котором положительно отозвался А. С. Пушкин в письме к Е. Хитрово, и др. Опубликовал сборник коротких биографических очерков о парижских актёрах и певцах (фр. Biographie des acteurs de Paris; 1837).
Умер от чахотки. Некролог Бюра-де-Гюржи, с сожалениями о его безвременной смерти, написал Теофиль Готье.